# NGC 982
NGC 982 est une galaxie spirale située dans la constellation d'Andromède. NGC 982 a été découverte par l'astronome germano-britannique William Herschel en 1786.

## Caractéristiques
Sa vitesse par rapport au fond diffus cosmologique est de 5 617 ± 16 km/s, ce qui correspond à une distance de Hubble de 82,8 ± 5,8 Mpc (∼270 millions d'al).
La classe de luminosité de NGC 982 est I et elle présente une large raie HI.
À ce jour, trois mesures non basées sur le décalage vers le rouge (redshift) donnent une distance de 59,133 ± 1,604 Mpc (∼193 millions d'al), ce qui est loin à l'extérieur des valeurs de la distance de Hubble. Notons cependant que c'est avec la valeur moyenne des mesures indépendantes, lorsqu'elles existent, que la base de données NASA/IPAC calcule le diamètre d'une galaxie et qu'en conséquence le diamètre de NGC 982 pourrait être d'environ 43,4 kpc (∼142 000 al) si on utilisait la distance de Hubble pour le calculer. 
Selon la base de données Simbad, NGC 982 est une radiogalaxie.